# Gustav Adolf Tobler

Gustav Adolf Tobler (1909)

Gustav Adolf Tobler (* 22. Juni 1850 in Zürich; † 3. Juli 1923 ebenda; heimatberechtigt in Zürich) war ein Schweizer Elektroingenieur und Hochschullehrer.

## Leben

### Herkunft und Ausbildung
Gustav Adolf Tobler war Sohn des Bankiers Emil und der Henriette, geborene Finsler. Er war ab 1880 mit Mina Blumer, der Tochter des Johannes, verheiratet.
Tobler ging von 1862 bis 1866 ans Gymnasium in Zürich und absolvierte von 1866 bis 1868 die Industrieschule. Von 1869 bis 1875 studierte er Naturwissenschaften, Geschichte und Literatur an der Universität Zürich und an der Universität Leipzig. 1875 schloss er sein Doktorat in Physik am Eidgenössischen Polytechnikum Zürich ab.

### Berufliches Schaffen
Tobler war ab 1876 Privatdozent und von 1905 bis 1922 Professor für Schwachstromtechnik am Eidgenössischen Polytechnikum bzw. an der ETH Zürich. Er konnte seine auf Studienreisen gewonnenen Erkenntnisse in seinem Privatlabor testen. Er beschäftigte sich insbesondere mit Telegrafie, Kabellegung, elektrischen Messmethoden sowie Telefon- und Eisenbahnanlagen. In der Schweizer Armee war Tobler Oberstleutnant und Chefelektriker der Gotthardbefestigungen.

### Die späteren Lebensjahre
Als Philanthrop förderte er unter anderem die Zentralbibliothek Zürich. 1890 liess er für sich an der Zürichbergstrasse 117 ein Chalet in «Schweizerisch-Graubündtnerischem Holzstile» errichten. Architekt war Jacques Gros. Tobler bewohnte es im Sommer, dort war Immanuel Friedlaender sein Nachbar. 1920 erhielt er für seine Verdienste die Ehrendoktorwürde der Universität Zürich. Sein Grab befindet sich auf dem Privatfriedhof Hohe Promenade.